# Галеон

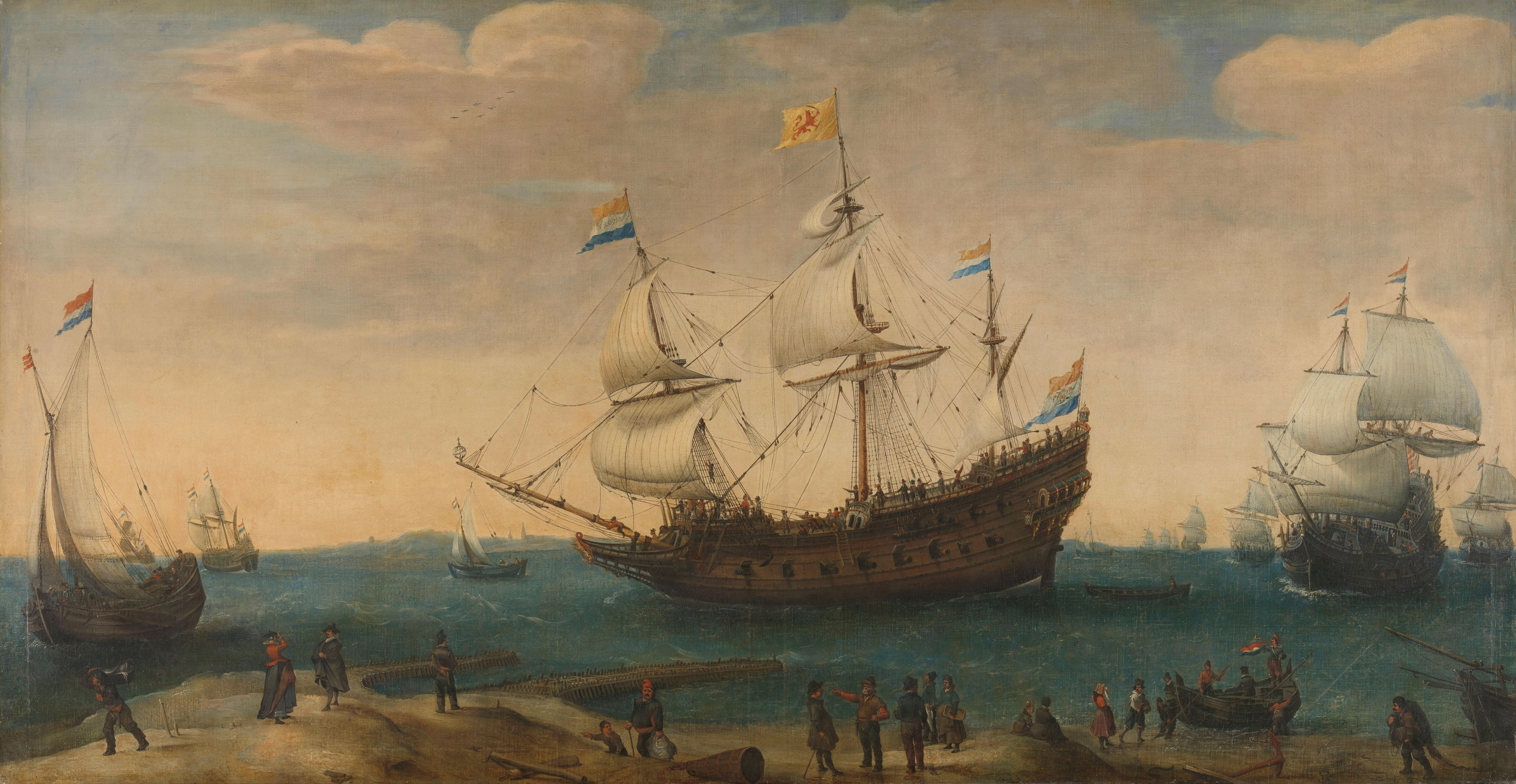
Нидерландский галеон начала XVII века. Худ. Хендрик Корнелис Вром

Галео́н (галио́н, увеличительная форма исп. galeon, от лат. galea) — большое многопалубное парусное судно XVI—XVIII веков с достаточно сильным артиллерийским вооружением, использовавшееся как военное и торговое. Основным толчком к его созданию было возникновение постоянных перевозок между Европой и американскими колониями. Наибольшую известность галеоны получили в качестве судов, перевозивших испанские сокровища, и в сражении Непобедимой армады, произошедшем в 1588 году.

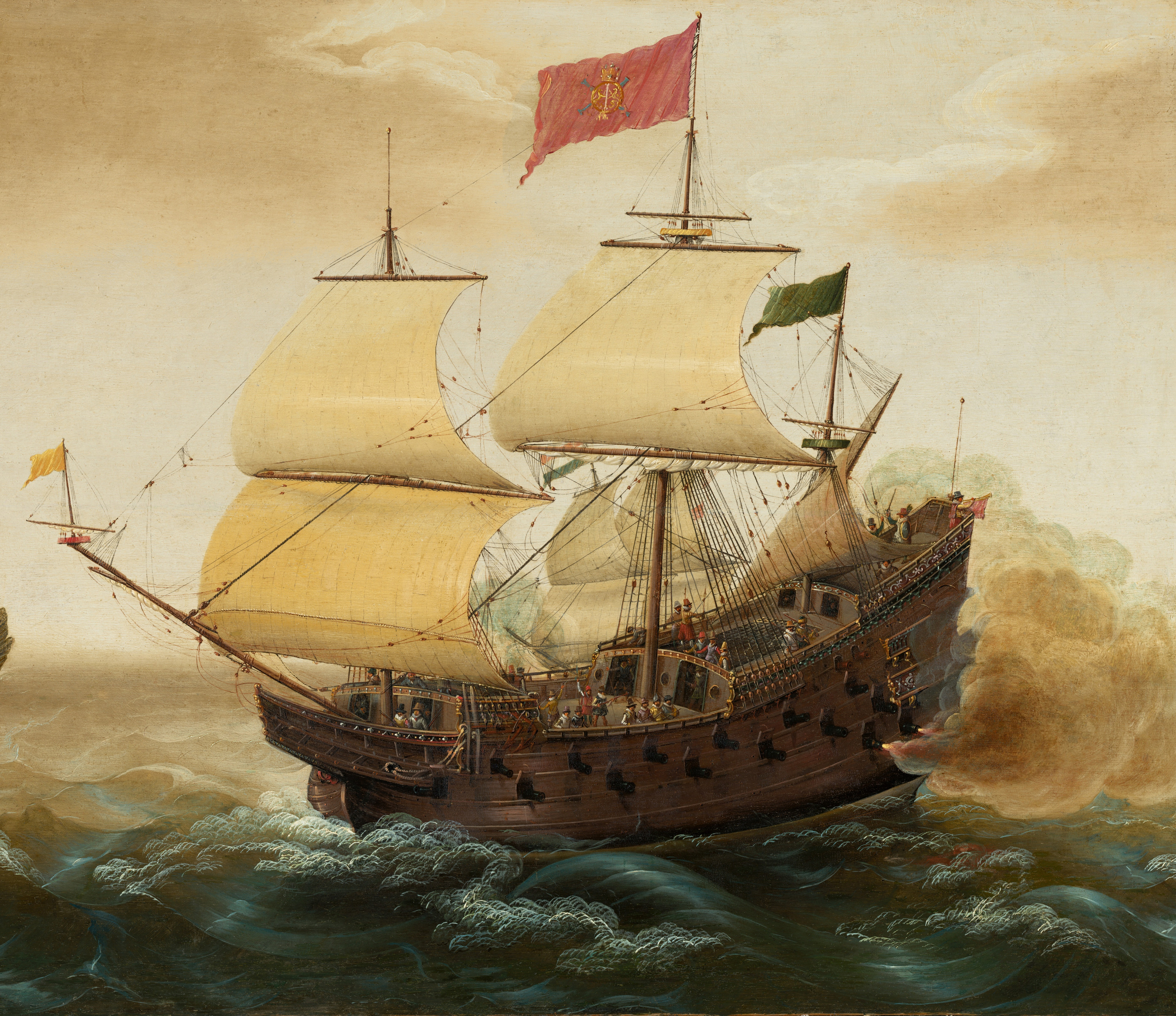
Испанский галеон начала XVII века. Худ. Корнелис Вербеек

Галеон — наиболее совершенный тип парусного судна, появившийся в XVI веке. Данный тип парусного корабля возник в ходе эволюции каравелл и каракк (нефов) и предназначался для дальних океанских путешествий. Снижение баковой надстройки и удлинение корпуса привело к увеличению остойчивости и снижению волнового сопротивления, в результате чего получилось более быстрое и манёвренное мореходное судно. Галеон отличался от ранних судов тем, что был длиннее, ниже и прямее, с прямоугольной кормой вместо круглой, и наличием на носу гальюна, выступающего вперёд ниже уровня бака. Водоизмещение галеона было порядка 500 тонн (хотя у манильских галеонов оно достигало 2000 тонн). Более прочные и лучше вооружённые, чем каракки, галеоны были, кроме того, дешевле в постройке. Корпус галеона обычно строился из дуба и других твёрдых пород дерева, рангоут — из сосны. Парусное вооружение состояло из трёх-пяти мачт, передние мачты несли прямое вооружение, задние — косое (латинское). Артиллерийское вооружение чаще всего представляло собой полукулеврины, хотя использовались орудия вплоть до полупушек. Первое упоминание о нём относится к 1535 году.
В дальнейшем галеон становится основой флотов испанцев и англичан. Форштевень, сильно изогнутый и вытянутый вперёд, имел украшения и по форме напоминал таковой у галер. Длинный бушприт нёс парус — блинд. Носовая надстройка была отодвинута назад и не нависала над форштевнем, как у каракки. Кормовая надстройка, высокая и узкая, размещалась на срезанной корме. Надстройка имела несколько ярусов, в которых размещались жилые помещения офицеров и пассажиров. У сильно наклонённого ахтерштевня был транец выше грузовой ватерлинии. Корма украшалась резьбой и балконами.

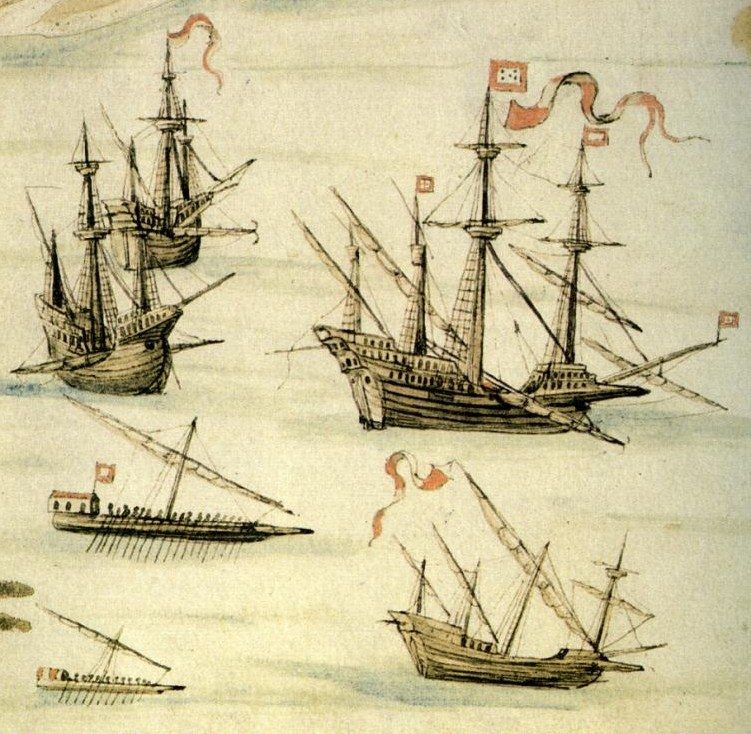
Жуан ди Каштру. Португальские каракки, галеон, каравелла-редонда и галеры во время экспедиции в Египет в 1540 году

В зависимости от водоизмещения галеоны строились с числом палуб от двух до семи. Борт судна от киля к грузовой ватерлинии имел большой развал, а к верхней палубе — завал. При этом решалось несколько задач: увеличивалась грузоподъёмность, затруднялся переход с судна на судно во время абордажа, повышалась общая прочность; смягчалась сила удара волн о борт, поскольку волна отражалась вверх, и корпус не испытывал её прямого удара.
На вооружении галеона было до 30 орудий калибра от 3-фунтовых (6 см) до 50-фунтовых (19 см) и значительное количество (до 100) переносных мушкетонов для стрельбы через бойницы с галереи кормовой надстройки и верхних этажей носовой надстройки. Именно на галеоне впервые орудия были установлены и над, и под главной палубой, что привело к появлению батарейных (пушечных) палуб, орудия стояли по бортам и стреляли через порты. Вследствие этого были значительно сокращены помещения для перевозки грузов. Водоизмещение крупнейших испанских галеонов доходило до 1000 тонн и более, длина 50 метров (37 метров по килю), ширина 12 метров. На двух батарейных палубах располагалось 50—80 орудий. Со временем размеры и вооружение галеонов росли.

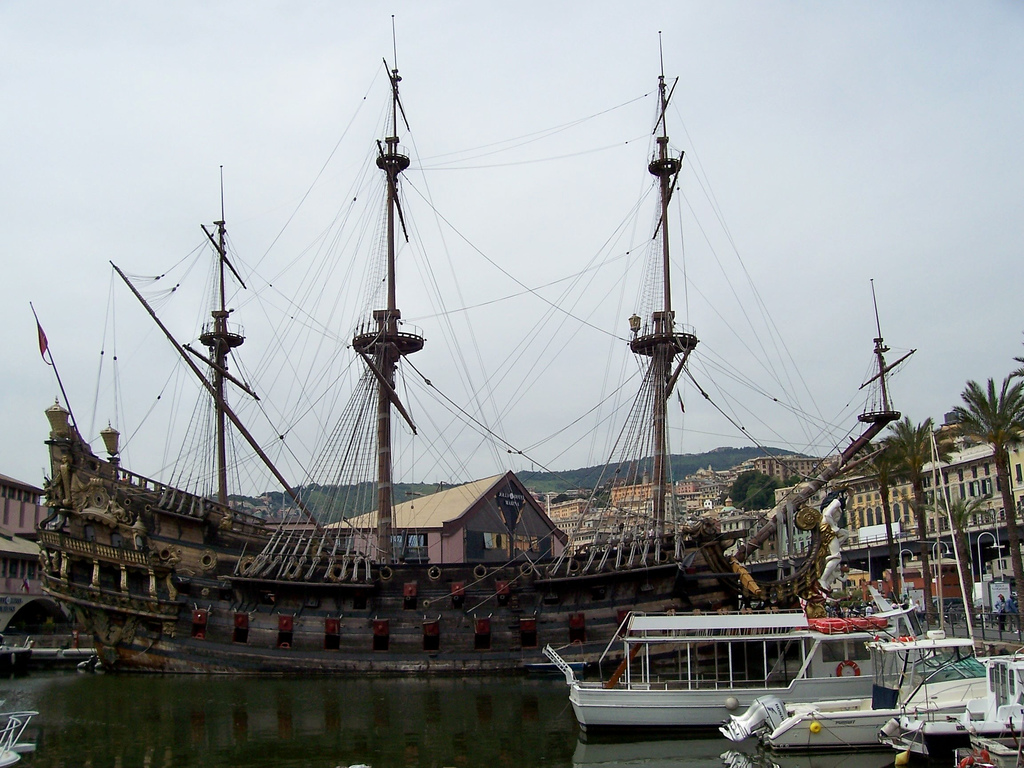
Галеон-новодел «Нептун» в Генуе

Имея общие конструктивные элементы, галеоны разных стран отличались друг от друга, иногда весьма существенно. При усовершенствовании парусности и артиллерии последняя становилась сильным оружием, сконцентрированная бортовая батарея давала возможность произвести мощный залп по неприятелю. Начиная с XVII века после артиллерийского поединка бой, как правило, заканчивался сдачей полуразрушенного и обессиленного противника ещё до абордажа. Поэтому уже в 1530 году впервые осуществили мысль о защите бронёй надводной части корабля от пробоин, а также с целью предохранить экипаж от поражения артиллерией противника. После этого сведений о защите кораблей бронёй не имеется до конца XVIII века. Это связано с тем, что деревянная броня обеспечивает равную металлической защиту от ядер при в 1,5—2 раза меньшем весе и тем, что парусный корабль при огромном весе рангоута просто не мог нести ещё и броневые листы.

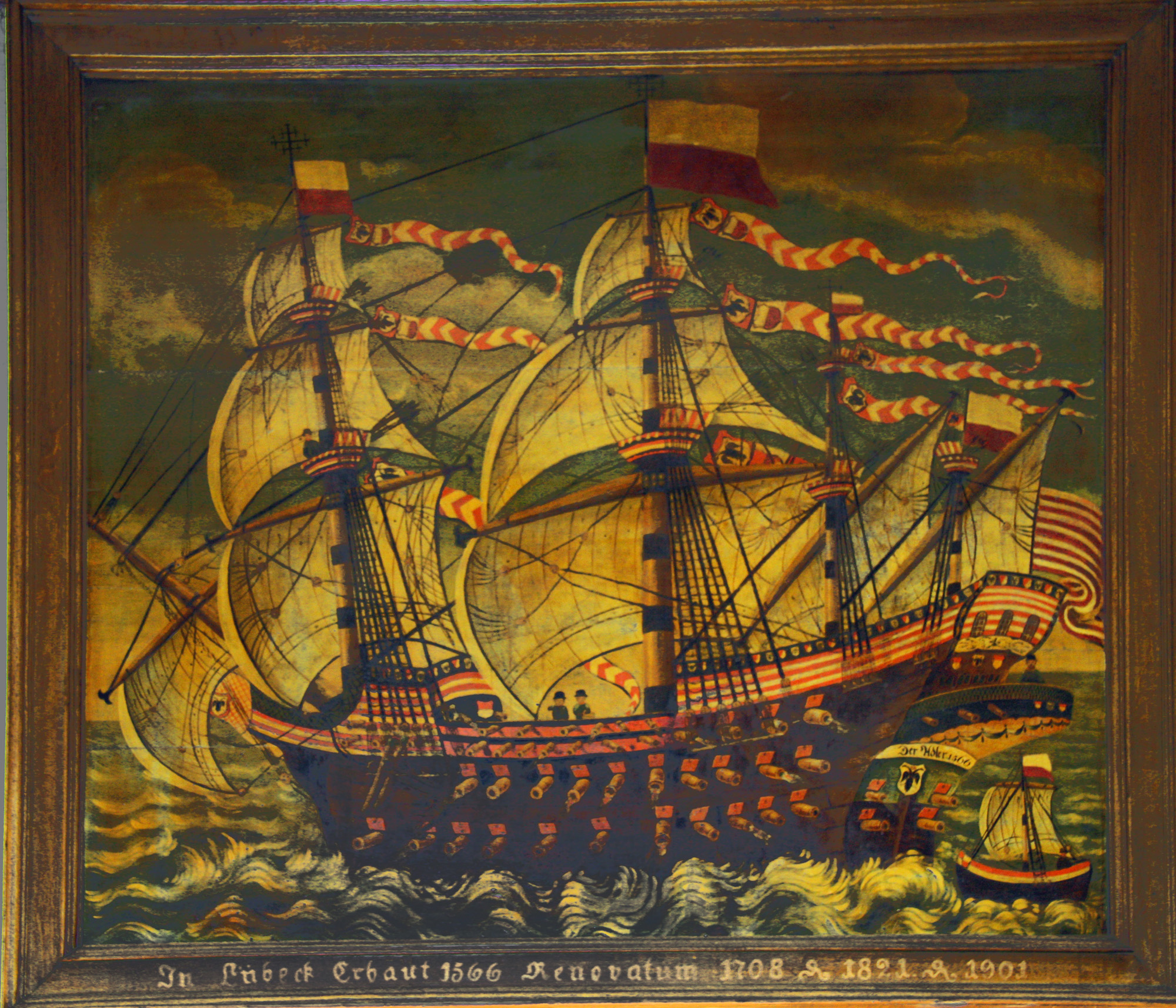
Ганзейский галеон «Орёл Любека» (1567—1588) на картине современника

Испанский галеон представлял собой военно-транспортный парусный двухпалубный корабль XVI—XVII веков с высокой кормой. Длина его составляла в среднем 40 метров, ширина — около 16. Вооружение — 50—80 орудий. Экипаж состоял из 600 матросов и солдат. Галеонами был укомплектован английский флот, разгромивший испанскую Непобедимую армаду в 1588 году. Имелись они и в самой Армаде. Галеоны служили для перевозки грузов (в том числе золота) из испанских колоний в метрополию. Галеоны обладали низкой манёвренностью и часто являлись объектом нападения пиратов (смотри Вест-индский флот).
Галеоны строились и ганзейскими корабелами, наибольшую известность приобрёл колоссальный по своим размерам 138-пушечный галеон «Орёл Любека» (нем. Adler von Lübeck, 1567—1588), имевший наибольшую длину 78,3 м, наибольшую ширину 14,5 м и полное водоизмещение около 3000 тонн.
Галеоны использовались вплоть до начала XVIII века, когда они уступили своё место более современным судам с полным парусным вооружением.